# MRTトムソン・イーストコースト線
MRTトムソン・イーストコースト線（MRTトムソン・イーストコーストせん、英文表記: Thomson-East Coast Line、略称:TEL）は、シンガポールの北部にあるウッドランズ・ノース駅から東南部に位置するスンゲイ・ベドック駅までを結ぶ地下鉄路線。第1期区間は2020年1月31日に開業、その後順次開通し、第5期区間は2024年開業予定である。

## 概要
シンガポールで6本目の地下鉄で、全区間が地下であり、将来は無人運行を予定している。交通部長の呂徳耀(Lui Tuck Yew)は、2014年8月15日､従来のトムソン線とイースタン・リージョン線の建設計画を統合し、トムソン・イーストコースト線とすることを発表した。

## 沿革

### トムソン線
2008年1月25日､交通部長の林双吉は、トムソン地下鉄線の建設を発表した。当時の計画では、ノースサウス線の西側をおおむね平行に走行するもので、全長27km、18駅を設置する予定であった。
2020年までに、トムソン線とイースタン・リージョン線およびダウンタウン線の建設により、シンガポールの地下鉄は当時の138kmから278kmになり、トムソン線の開通により、シンガポール中心部の交通が改善され、平均して400m毎（徒歩約5分圏内）に地下鉄の駅があるとされ、地下鉄の密度も1万人の住民当たりの地下鉄路線が31kmから51kmヘ上昇し、香港MTRや東京地下鉄を超えて、米NY地下鉄や英ロンドン地下鉄の線路密度に匹敵するとされた。
2011年6月16日、陸上交通庁はトムソン線の車両基地の場所選定を行うことを発表し、同時にウッドランズ駅はトムソン線と南北線の乗換駅となり共和理工学院(en:Republic Polytechnic)附近に新駅を建設し、ジョホールバル(新山/Johor Bahru)の軌道交通と連絡するとした。着工時期は2012年末としていた。
2012年8月29日、呂徳耀交通部長は、ダウンタウン線テロック・アヤ駅の視察後、トムソン線の路線と設置駅の資料を公表した。呂徳耀の発言と陸上交通庁、都市再開発庁の共同声明によれば、全長30km、22駅を設置し、2013年の第3四半期に着工し、2019年にウッドランズ地区の３駅を先行開業し、ウッドランズ地区からカルデコット駅までを2020年に開業、2021年にマウント・プレザント駅からガーデンズ・バイ・ザ・ベイ駅までの区間を開通させるとしていた。ウッドランズ地区の3駅は2020年1月31日に開業した。
トムソン線は、2014年6月27日に着工式を行った。また、駅名についても新民駅が光明山駅に変更された以外は、予定の名称がそのまま正式な駅名となった。

### イースタン・リージョン線
2001年10月23日、姚照東(Yeo Cheow Tong)交通部長は、イースタン・リージョン線の計画を公表した。当時の計画では、全長40kmで、現在の東西線を含んだ四角形の環状線であった。その後、ジャラン・ベサール、タンピネス、マクファーソン、カキ・ブキの区間はダウンタウン線の第3期工事区間となった。2008年、林双吉交通部長はタンジョン・ルー、マリン・パレード、シグラップ、ベドック・サウス、スンゲイ・ベドック間を結ぶ路線をイースタン・リージョン線として建設することを公表した。
2012年7月11日、楊莉明財務部兼交通部高級政務部長は、ダウンタウン線の着工式において、陸上交通庁はトムソン線とイースタン・リージョン線の接続について顧問会社を招聘し研究をしていることを発表した。
2013年、陸上交通庁はホームページで、イースタン・リージョン線は全長21km、12駅を設置すると明らかにした
。
2013年8月30日、財務部兼交通部高級政務部長の楊莉明は、イースタン・リージョン線は現在建設中のチャンギ空港第5ターミナルまで延伸を計画していると明らかにした
。

### 両線の統一

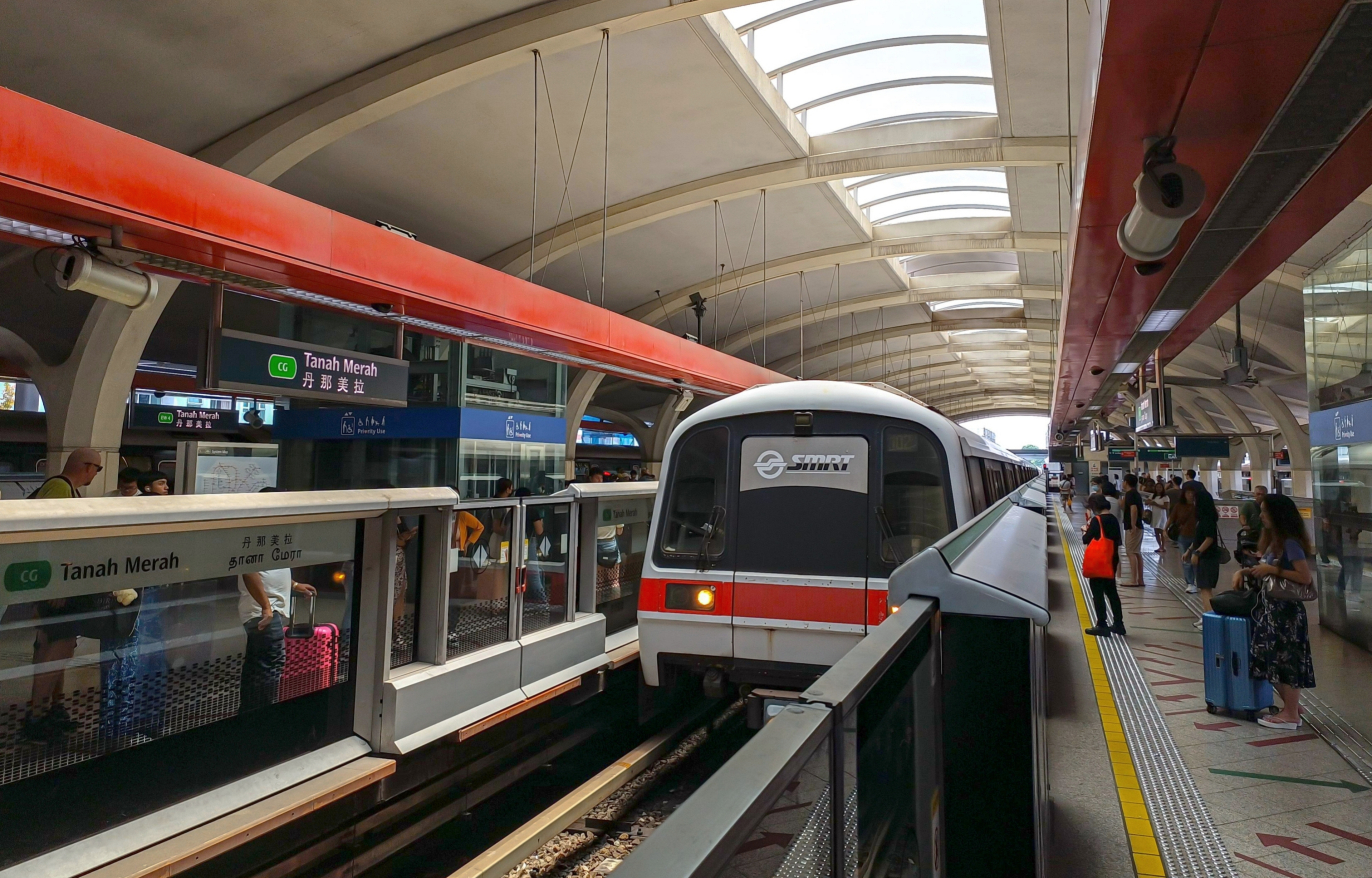
チャンギ空港駅への支線がトムソン・イースト・コースト線の一部として転換されると、タナメラ駅が将来のこの路線の終点となる

2014年8月15日、交通部長の呂徳耀は、マリーナ・サウス・ピア駅の巡視の際、イースタン・リージョン線はトムソン線と直通運転し、トムソン・イーストコースト線とすると発表した。当路線は、5段階に分けられる。イースタン・リージョン区間の7駅は、東西線とほぼ並行し2023年に開業予定である。ベドック・サウス、スンゲイ・ベドック間は2024年に開通予定である。

トムソン・イーストコースト線の着工式は、2016年7月21日にマリン・パレードで行われ、同時に、当路線の正式な駅名も発表された。許文遠交通部長は、式典上で、当路線のチャンギ空港への延伸を考えていると指摘した。

### 開通区間
- 2020年1月31日　第1期区間（ウッドランズ・ノース駅 - ウッドランズ・サウス駅）開業
- 2021年8月28日　第2期区間（スプリングリーフ駅 - カルデコット駅）開業
- 2022年11月13日　第3期区間（マウント・プレザント駅 - ガーデンズ・バイ・ザ・ベイ駅）開業。ただし、マウント・プレザント駅、マリーナ・サウス駅は未開業
- 2024年6月23日　第4期区間（ファウンダーズ・メモリアル駅 - ベイショア駅）開業。ただし、ファウンダーズ・メモリアル駅は未開業
- 2026年　第5期区間（ベドック・サウス駅 - スンゲイ・ベドック駅）開業予定

## 車輌
- CT251型電車 - 4両編成

- 2014年5月28日、日本の川崎重工業と中国の青島四方機車車輛が共同で、7億4900万シンガポール・ドルで落札し、製造を請け負った[16][17]。無人運転で、5ドア車である。

- 車両基地は2箇所。1つはマンダイ地区のトムソン・イーストコースト線のコントロールセンター所在地に設置され、検修も実施する。もう1つは現在のチャンギ車両基地近くに建設され、当線とダウンタウン線の車輌220本を収容することができる。2024年完成予定[18]。

## 駅一覧
| 駅番号                      | 駅名                         | 駅名               | 駅名             | 駅名                 | 接続路線・備考  |
| 駅番号                      | 日本語                       | 英語               | 簡体字中国語     | タミル語             | 接続路線・備考  |
| --------------------------- | ---------------------------- | ------------------ | ---------------- | -------------------- | --------------- |
| TE1                         | ウッドランズ・ノース駅       | Woodlands North    | 兀兰北站         | உட்லண்ட்ஸ் நார்த்           |                 |
| TE2 NS9                     | ウッドランズ駅               | Woodlands          | 兀兰站           | உட்லண்ட்ஸ்               | ■南北線         |
| TE3                         | ウッドランズ・サウス駅       | Woodlands South    | 兀兰南站         | உட்லண்ட்ஸ் சவுத்           |                 |
| TE4                         | スプリングリーフ駅           | Springleaf         | 春叶站           | ஸ்பிரிங்லீஃவ்              |                 |
| TE5                         | レンター駅                   | Lentor             | 伦多站           | லென்ட்டோர்                |                 |
| TE6                         | メイフラワー駅               | Mayflower          | 美华站           | மேஃபிளவர்               |                 |
| TE7                         | ブライト・ヒル駅             | Bright Hill        | 光明山站         | பிரைட் ஹில்               |                 |
| TE8                         | アッパー・トムソン駅         | Upper Thomson      | 汤申路上段站     | அப்பர் தாம்சன்            |                 |
| TE9 CC17                    | カルデコット駅               | Caldecott          | 加利谷站         | கால்டிகாட்                | ■環状線         |
| TE10                        | マウント・プレザント駅       | Mount Pleasant     | 快乐山站         | மவுண்ட் பிளசண்ட்           | 未開業          |
| TE11 DT10                   | スティーブンス駅             | Stevens            | 史蒂芬站         | ஸ்டீவன்ஸ்                | ■ダウンタウン線 |
| TE12                        | ネイピア駅                   | Napier             | 纳比雅站         | நேப்பியர்                |                 |
| TE13                        | オーチャード・ブルバード駅   | Orchard Boulevard  | 乌节林荫道站     | ஆர்ச்சர்ட் பொலிவார்ட்         |                 |
| TE14 NS22                   | オーチャード駅               | Orchard            | 乌节站           | ஆர்க்கர்ட்               | ■南北線         |
| TE15                        | グレート・ワールド駅         | Great World        | 大世界站         | கிரேட் வோர்ல்ட்             |                 |
| TE16                        | ハブロック駅                 | Havelock           | 合乐站           | ஹவ்லாக்                 |                 |
| TE17 EW16 NE3               | アウトラム・パーク駅         | Outram Park        | 欧南园站         | ஊட்ரம் பார்க்             | ■東西線 ■北東線 |
| TE18                        | マクスウェル駅               | Maxwell            | 麥士威站         | மெச்ஸ்வெல்                |                 |
| TE19                        | シェントン・ウェイ駅         | Shenton Way        | 珊顿道站         | ஷென்ட்டன் வே              |                 |
| TE20 NS27 CE2               | マリーナ・ベイ駅             | Marina Bay         | 滨海湾站         | மரீனா பே                | ■南北線 ■環状線 |
| TE21                        | マリーナ・サウス駅           | Marina South       | 滨海南站         | மரினா சவுத்              | 未開業          |
| TE22                        | ガーデンズ・バイ・ザ・ベイ駅 | Gardens by the Bay | 滨海湾花园站     | சரையோரப் பூந்தோட்டங்கள்       |                 |
| TE22A                       | ファウンダーズ・メモリアル駅 | Founders' Memorial | 建国先贤纪念园站 | தேச நிறுவனர்கள் நினைவிட நிலையம் | 2027年開業予定  |
| TE23                        | タンジョン・ルー駅           | Tanjong Rhu        | 丹戎禺站         | தஞ்சோங் ரூ               |                 |
| TE24                        | カトン・パーク駅             | Katong Park        | 加东公园站       | காத்தோங் பூங்கா             |                 |
| TE25                        | タンジョン・カトン駅         | Tanjong Katong     | 丹戎加东站       | தஞ்சோங் கடோங்             |                 |
| TE26                        | マリン・パレード駅           | Marine Parade      | 马林百列站       | மரின் பரேட்              |                 |
| TE27                        | マリン・テラス駅             | Marine Terrace     | 馬林台站         | மரின் டெரஸ்              |                 |
| TE28                        | シグラップ駅                 | Siglap             | 实乞纳站         | சிக்லாப்                 |                 |
| TE29                        | ベイショア駅                 | Bayshore           | 碧湾站           | பேஷோர்                  |                 |
| 第5期区間（2026年開業予定） |                              |                    |                  |                      |                 |
| TE30                        | ベドック・サウス駅           | Bedok South        | 勿洛南站         | பிடோக் சவுத்              |                 |
| TE31 DT37                   | スンゲイ・ベドック駅         | Sungei Bedok       | 双溪勿洛站       | சங்கை பிடோக்              | ■ダウンタウン線 |